# Хлопчик-мізинчик (брати Грімм)
«Хлопчик-мізинчик» (нім. Daumling) — казка, опублікована братами Грімм у збірці «Дитячі та сімейні казки» (1812, том 1, казка 37). Згідно з класифікацією казкових сюжетів Аарне-Томпсона має номер 700 (також містить епізод, що підпадає під номер 41 («Переїдання в комірчині»).
Головним героєм казки є Том Там (Хлопчик-мізинчик), персонаж з англійського фольклору. Цей персонаж з'являється також в ще одній казці братів Грімм — «Мандрівка хлопчика-мізинчика»

## Сюжет
В одного селянина з дружиною народився дуже очікуваний хлопчик. Через те, що він був завбільшки лише із мізинчик, батьки назвали його Хлопчик-Мізинчик. Попри маленький зріст, хлопець вирізнявся спритністю і кмітливістю. Коли батько вибрався до лісу по дрова, переживав, що нема кому приїхати возом, щоб у визначений час забрати дерево. Хлопчик-мізинчик, однак, засвідчив, що це йому вдасться. Наступного дня приїхав возом, залізши у вухо коня, якому кричав куди він має йти. Звернув цим увагу двох подорожніх, які запропонували батьку  хлопця, щоб той продав їм свого сина. Батько спочатку категорично був проти такої пропозиції, але Хлопчик-мізинчик вмовив батька, щоб той продав його, обіцяючи, що невдовзі зможе втекти. Хлопчик-мізинчик попрощався з батьком і вирушив у дорогу на капелюсі одного з чоловіків. Коли хлопчик попросив їх зняти його вниз, то враз заховався у мишачій нірці, звідки його не могли дістати. 
Наступного дня, Хлопчик-мізинчик зустрів на своєму шляху двох злодіїв, які планували пограбувати комірчину багатого пастора. Запропонував їм допомогу. Згідно з планом хлопчик мав пролізти до комірчини та дістати їм все, що вони хочуть. Однак, коли хлопець проліз крізь решітку, то зняв такий галас, що злодії перелякалися і  зі страху втекли.
Згодом Хлопчик-мізинчик заліз у солому, де знайшов чудове місце для сну. Однак, коли служниця встала, щоб дати худобі їсти, то разом із соломою взяла також й хлопчика, що спав. Почувши крик Хлопчика-мізинчика зі шлунку корови, служниця повідомила про це пастора. Той постановив, що в корову вселився злий дух, і звелів її зарізати. Після забиття корови, шлунок разом із Хлопчиком-мізинчиком викинули на гній. Хлопчик пробував вибратися на волю, але саме тоді прибіг голодний вовк і проковтнув увесь кендюх. Тоді Хлопчик-мізинчик почав розмовляти з вовком і запевнив його, що в домі його батька є багато їжі.  Вовк подався у дорогу і пробрався у комору, але Хлопчик-мізинчик вчинив такий галас, що батько і мати відразу ж прибігли та вбили вовка, звільнивши свого сина. Всі були дуже щасливі, а син повернувся додому цілий і здоровий.